# Arta și cultura Indoneziei

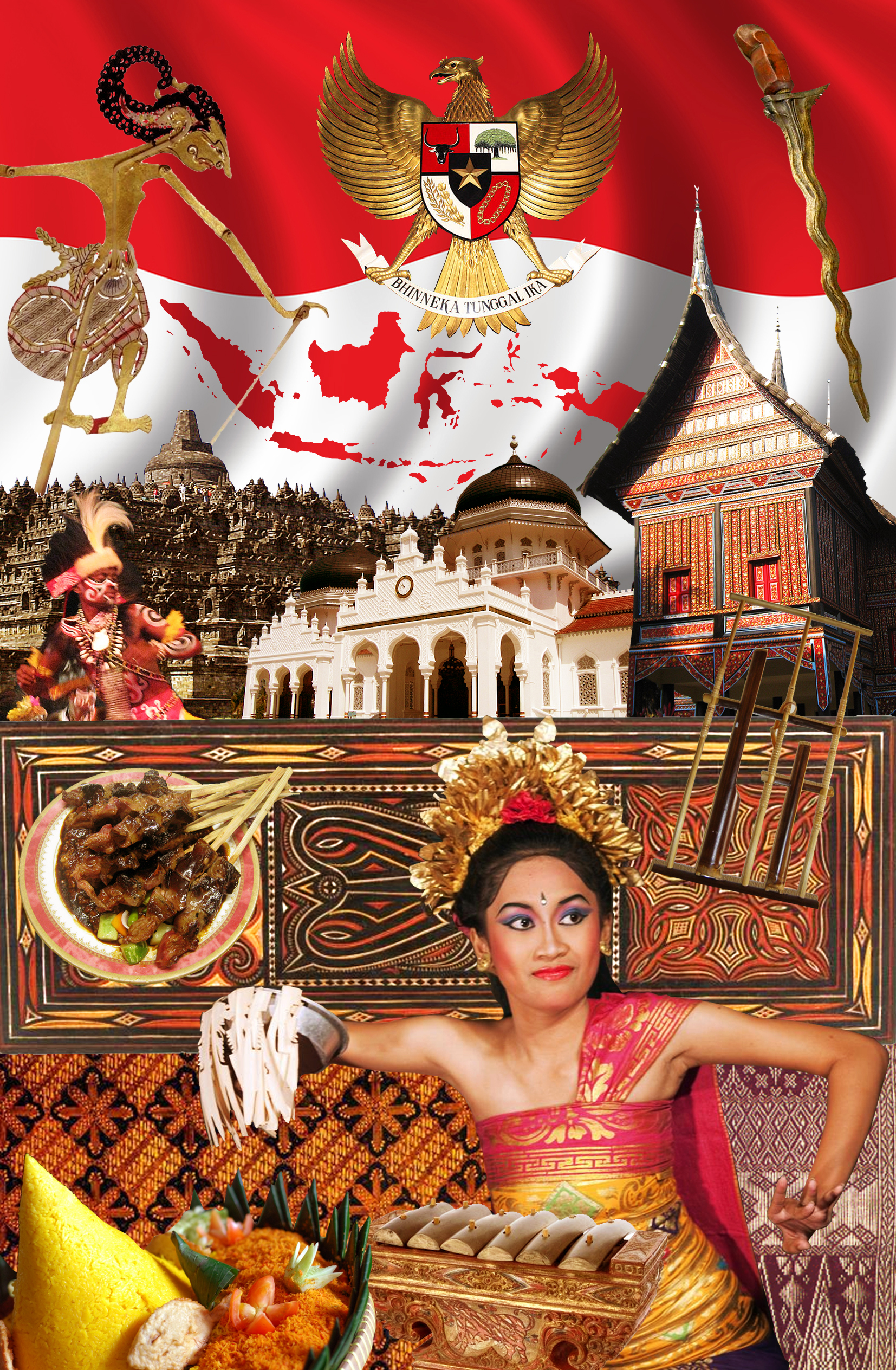
Arta și cultura Indoneziei.

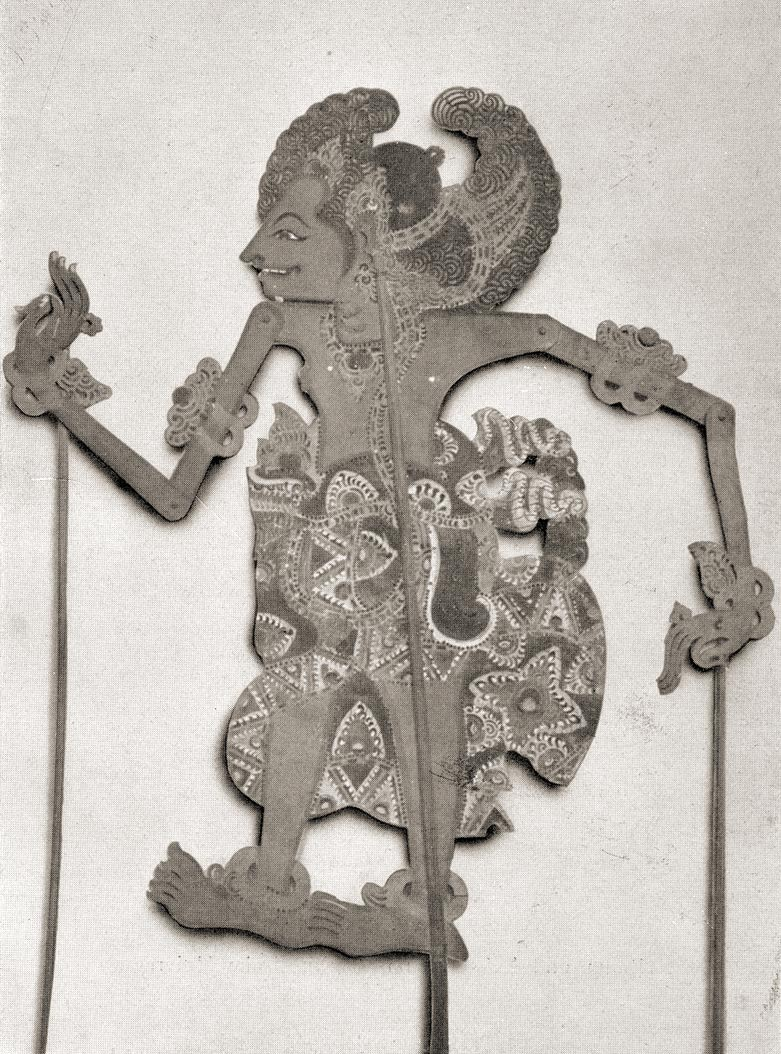
Păpușă Wayang kulit reprezentându-l pe Rama

Arta indoneziană reflectă istoria regiunilor, religia și influențele grupurilor etnice ale arhipelagului. Arta și cultura indoneziană poate fi împărțită în trei mari categorii. 
Prima ar fi arta și cultura insulelor Sumatra, Kalimantan, Sulawesi, Nusa Tenggara, Maluku și Irian Jaya. Sculpturile, picturile, ceramica, etc. sunt unice, de exemplu, statuetele din Nias și Sumatra sunt reprezentative prin legendele pe care le ascund și reprezintă puterea zeilor.
A doua este arta insulelor Java și Bali care au puternice influențe budiste și hinduse. Tehnicile și stilul cu care a fost construit templul de la Borobudur și poemele indinene ca Mahabharata și Ramayana, care stau la baza pieselor de teatru Wayang, sunt reprezentative în cultura indoneziană.
A treia ar fi puternica influență islamică ce a modificat unele tradiții deja existente. Este un stil mai rigid și se bazează mai mult pe reprezentarea omului și a animalelor în artă, dar din această cauză arta și cultura indoneziană au avut de câștigat devenind mai rafinate.
În prezent, influențele religioase sau magia și superstițiile asociate cu multe dintre obiectele de artă au început să dispară. De exemplu, Sahan, protectorul medicinei din Batak sau obiectele de la malul lacului Danau sunt doar copii ale originalului. Totuși, este mult spus că se distruge cultura, dimpotrivă, copia lui Sahan este mai mare și mai frumoasă decât originalul, chiar dacă nu are o valoare spirituală, ci doar o valoare estetică (ceea ce contează mai mult când e vorba de comerț).

## Muzica

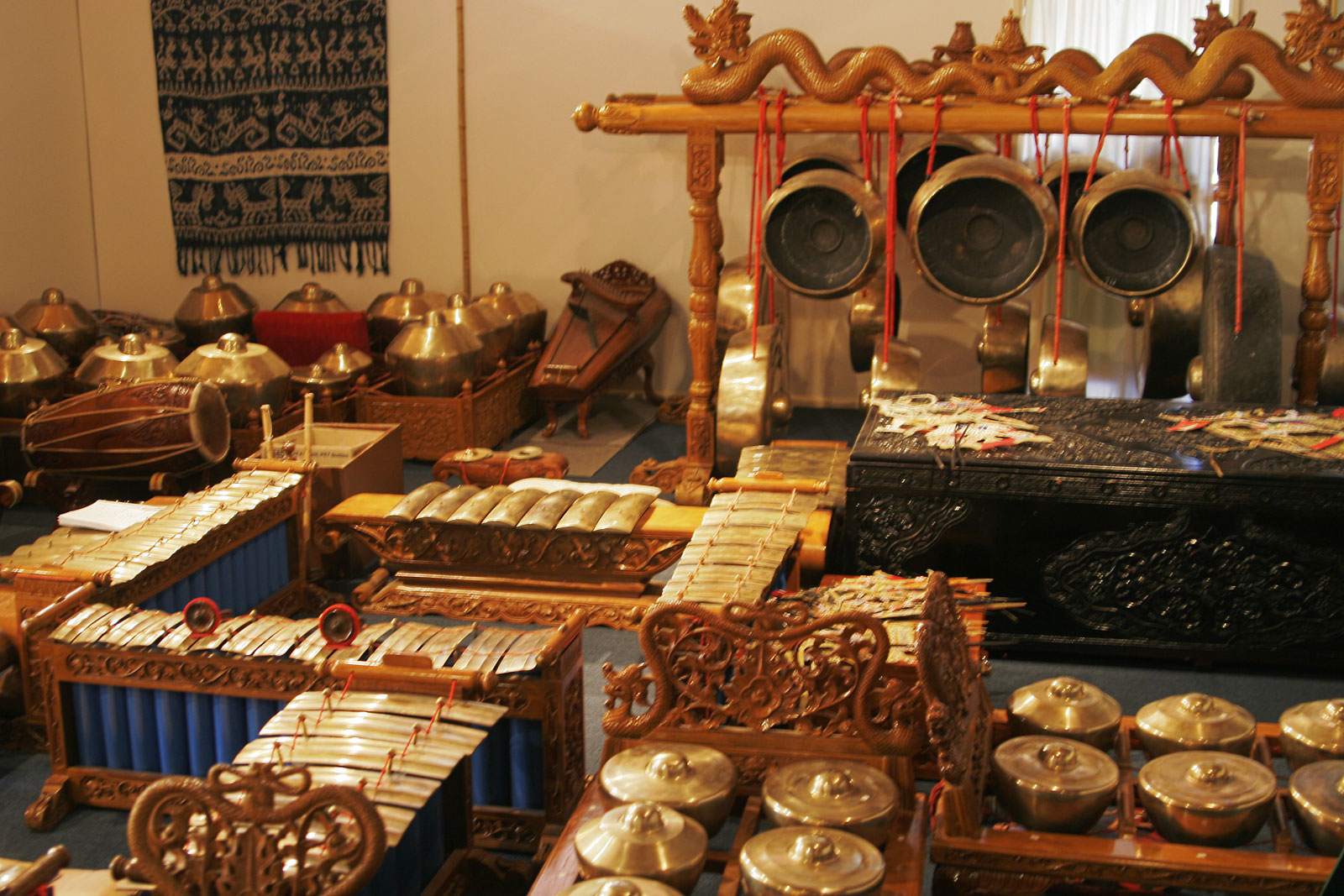
Instrumente Gamelan

Instrumentele muzicale din Indonezia pot fi grupate în patru mari categorii: instrumentele de dinaintea perioadei hinduse, cele din perioada hindusă - din secolul I până prin secolul 15, perioada islamului - de prin secolul 13 până acum, și instrumentele din perioada de dupa secolul 16 care este asociat influențelor europene și creștine. 
- Tradiționalul Gamelan este foarte faimos pentru complexitatea și frumusețea sa, și a fost descoperit prima dată în Java și Bali. Este un complex de instrumente de percuție diferit de la regiune la regiune.

- Muzica Dangdut este foarte populară în Indonezia caracterizată prin vocea înaltă a vocaliștilor și percuția puternică a tobelor. Chiar dacă deseori este atribuită influențelor Islamice arabe , acest gen de muzică seamănă mai mult cu melodiile din filmele indiene. Rhoma Irama și Elvy Sukaesih sunt cei mai populari soliști de muzică dangdut, începând cu anii 1980, devenind regele și regina muzicii dangdut în Indonezia.

- Muzica rock occidentală este de asemenea foarte ascultată, (mai ales incepând cu anii '60), cu Michael Jackson și Rolling Stones care au susținut concerte în sudul Jakartei, pe stadionul din Senayan.

Unul din idolii muzicii rock din Indonezia este Iwan Fals și trupa sa Kantata Takwa care au creat o muzică liberă cu trimiteri antiguvernamentale și care au fost deseori arestați. Oricum, de fiecare dată a fost eliberat la scurt timp, probabil și cu ajutorul tatălui său care este general al armatei indoneziene.
(vezi articolul principal:Muzica tradițională indoneziană)

## Dansul

Tari Roro nyigl

Tari Gandrung

Dansul specific indonezian, incluzând și baletul (sau dansul dramatic) este foarte diferit de celelalte stiluri de dans mai ales prin mișcarea delicată și grațioasă a corpului și a mâinilor cu care au atras atenția lumii întregi. Dansul Indonezian are trei mari tradiții: Dansul javanez în Java de Est , dansul Sundanese în Java de Vest , și dansul balinez, dar fiecare regiune are stilul propriu de dans.
Cele mai recunoscute si mai vechi dansuri traditionale sunt
- Dansul (tari)Saman - Aceh
- Dansul Tor-tor - Sumatra de Nord
- Dansul Sriwijaya - Sumatra de Sud
- Dansul Payung - Sumatra de Vest
- Dansul Piring - Sumatra de Vest
- Dansul Tabot - Bengkulu
- Dansul Yapatah - Jambi
- Dansul Zapin - Riau
- Dansul Penggung - Lampung
- Dansul Cokek - Jakarta
- Dansul Gambyong - Java Centrală
- Dansul Bedaya - Yogyakarta
- Dansul Remo - Java de Est
- Dansul Gandrung - Java de Est, Banyuangy

În general dansul indonezian are un tempo lent, cu mișcări controlate și rezervate. Tălpile sunt lipite de pământ (spre deosebire de baletul european unde se dansează pe vârfuri), iar mișcarea brațelor și a mâinilor este foarte importantă; aceste mișcări au fost împrumutate din dansurile hinduse. Deseori dansurile cum ar fi Barong și Rangdasunt asociate unor ritualuri și obiceiuri sacre. 
Mai demult, dansatoare frumoase dansau la curțile regale, departe de ochii publicului. Cele mai frumoase spectacole regale sunt bedaja și serimpi, femei frumoase dansând grațios, lin, acompaniate de muzica Gamelan.
- Dansul wayang sau Wayang orang , are la bază poemele epice indiene Ramayana și Mahabhatata, sunt cele mai spectaculoase dansuri de dramă (balet). Îmbrăcămintea dansatorilor este în stilul păpușilor wayang kulit. Academiile de dans din Yogyakarta se întrec prin prestigiu cu cele din Solo. Totuși acest balet are variante diferite în Java de vest și de est și în Bali.

- Wayang topeng sau dansul mascat este de obicei dansat de către un singur solist interpretând fragmente din poemele hinduse, Ramayana și Mahabharata, și povestiri din folclor. Cel mai renumit fragment dansat în acest gen este "Aventurile Prințului Panji". De asemenea, acest dans are diferite forme în funcție de regiune.

- Dansul Lengger, specific provinciei Java Centrală, mai precis în Wonosobo, un dans tradițional în care bărbații dansează îmbrăcați în femei.

- Jaipongan este un dans mai modern în Java de Vest, caracterizat prin mișcările cu tentă erotică amintind de "Lambada" braziliană.

- Kalimantanul Central are un dans numit Manasai, un dans prietenos în care turiștii sunt bineveniți să participe. Dar unul din cele mai frumoase este dansul Mandau, dansat cu armuri și cuțite, în costume foarte colorate și acompaniat de muzica Gamelan, un dans vechi tradițional.

- Sang Hyang este un dans, în care bărbații se spune că devin posedați de către spiritele animalelor, pentru protejarea comunității din satele mai retrase. Fetele dansează Sang Hyang dedari.

- Câteva dinte cele mai frumoase și sacre dansuri ca: Barong și Rangda ( ritual dansat pentru a îndepărta spiritele rele din sate), Rejang ( dansat pentru a invoca frumusețea), Kecak ( numit și „drama indoneziană“), Topeng, Legong ( două sau trei fete, posedate de spiritele zeițelor, povestesc prin dans viața printului Panji) și Baris gede ( dans de război dansat de către barbați) sunt întâlnite în Bali.

(vezi și: Arta și cultura în Bali)

## Teatrul

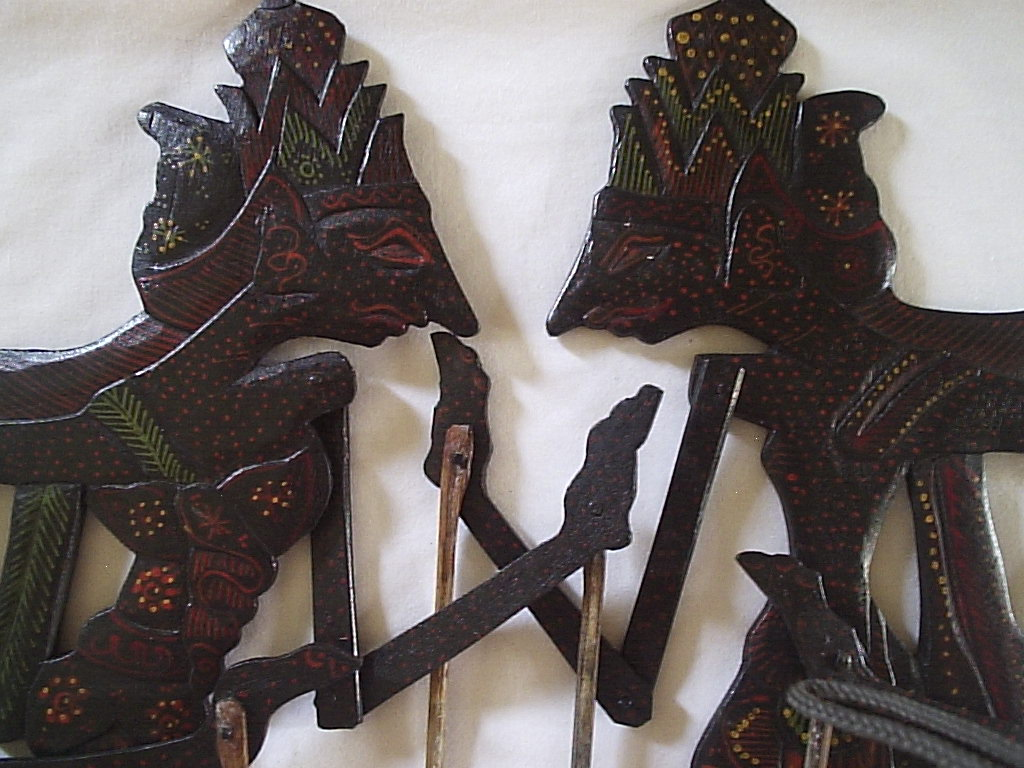
Păpusi wayang golek

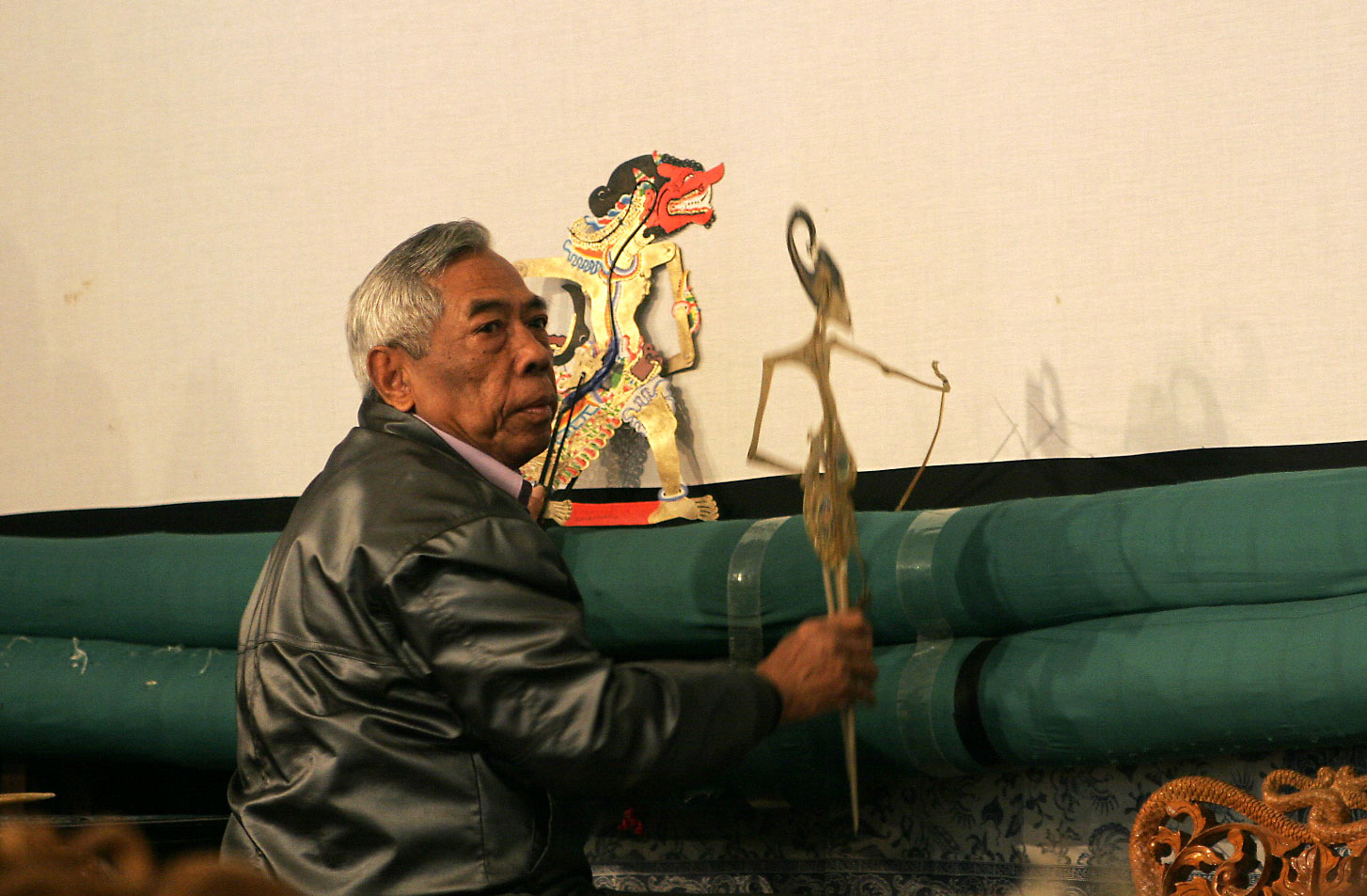
Teatru de păpuși wayang

Teatrul (de păpuși) Javanez Wayang își are originile în poemele epice indiene Ramayana și Mahabharata, si este "inima" teatrului indonezian de peste 1000 de ani. În wayang kulit, păpuarul (dalang) mânuiește păpușile de piele în așa fel încât umbrele acestora să danseze pe un paravan alb. Sunt mai multe forme de wayang: wayang kulit sunt papușile din umbră sau păpusile din piele (kulit însemnând piele în limba indoneziană), wayang golek sunt papușile din lemn, acestea reprezintă actorii principali în piesele de teatru. 
În 1967, Rendra, un poet și dramaturg indonezian foarte cumoscut, a deschis Teatrul Benkel, scenă pe care se joacă piese wayang și dansuri wayang, dar și spectacole americane și europene cum ar fi Shakespeare.
Francezul Ataud s-a inspirat din teatrul balinez pt a redefini teatrul clasic european.
Articol principal: Teatrul Wayang

## Literatură
Pramoedya Ananta Toer este cel mai mare scriitor indonezian, a fost decernat cu premiul Magsaysay și nominalizat pentrul premiul nobel în literatură. Altă figură importantă în istoria literaturii indoneziene este Chairil Anwar, membru a grupului de autori Generatia 45, care au activat în perioada căstigării independentei de stat indoneziene.

## Textile de artă
Indonezia are o varietate de tehnici, materiale și motive tradiționale în arta prelucrării textilelor. Cele mai faimoase și mai complexe textile din Indonezia sunt batikul, ikatul și Songket.

#### Batik
Tehnica de desenare cu ceară sau cu alte tipuri de substanțe rezistente la apă ( ca de ex. pasta de orez) pe haine sau pe materiale pentru a produce un design, se întâlnește în multe părți ale lumii. Javanezii făceau batik încă din secolul al XII-lea, dar originea lui este greu de găsit.
Se crede că batik derivă din cuvântul indonezian tik, adică puncte-puncte.Procedeul realizării batik-ului este simplu dar foarte migălos.. 
Pentru batik-ul tradițional se utilizează bumbac fin țesut și ocazional mătase. Au existat două tradiții paralele în executarea "batik"-ului, una pentru familia regală și una pentru oamenii de rând. Mai nou batik-ul este produs în fabrici cu o adevărată industrie în Java. 
Java este căminul batik-ului în Indonezia provincie își are stilul propriu. Cele mai mari centre în producerea batik-ului sunt Yogyakarta și Solo. În designurile originele ale provinciei predomină culorile maro, galben și albastru indigo. 
În părțile nordice ale insulei Java modelele au fost întotdeauna mai colorate și mai variate. Deoarece această zonă este principala regiune de comerț, intră în contact cu multe influențe iar acest lucru se reflectă în batik. Pekalongan este un alt centru important în coasta de nord a Javei în fabricarea batik-ului iar designurile florale viu colorate arată influențele chinezești.

#### Ikat
Cuvântul indonezian ikat, care înseamnă a țese, denumește un tip de stofă țesută manual, cu un model complicat și minuțios în care ața este prelucrată înainte de a fi țesută.
Probabil, acestă tehnică a intrat în Indonezia acum 2000 de ani odată cu migrația culturii Dongson din China de Sud și Vietnam. Designul ikatului variază în functie de satul de unde provine și de sexul purtatorului, iar unele stiluri sunt fabricate doar pentru anumite ocazii sau scopuri;de exemplu, un anumit tip de ikat de o calitate superioară,se confecționează special pentru zestrea pe care parinții miresei trebuie sa o facă cadou parinților mirelui, (în Nusa Tenggara), iar în Sumba, până acum 90 de ani, textile ikat aveau voie să poarte doar mebrii unor familii din înalta societate, unele modele se foloseau doar pentru anumiți membri în funcție de statutul pe care îl aveau. Odată cu infuențele vestice, aceste obiceiuri au dispărut, clanurile și înalta societate nu mai poate fi deosebită prin stilul de ikat îmbrăcat. 
Ikat se confecționează în multe regiuni din arhipelagul indonezian, de la Sumatra la Maluku, dar totuși cel mai mult se folosește în Nusa Tenggara. Articolele ikat este răspândit în aproape toate zonele în diverse modele și culori. Cele mai frumoase cunoscute designuri se găsesc în Sumba și Flores, dar Timor și Lombok, și insulele Roti, Sawu, Ndao, Lembata, au modele proprii și unice ca și Sumatra, Suwalesi și Kalimantan. În Bali se găsește un rar întâlnit tip de ikat, numit ikat dublu, și este folosit la țesăturile Gringseng.

#### Songket
Songket este tip de material cu un design colorat și strălucitor, din mătase țesut cu fire de aur și argint. Cu toate că în ziua de azi se folosesc frecvent imitațiile de metale prețioase, totuși dau un aspect tot atât de frumos dar nu au aceeași valoare. Songketurile se întâlnesc cel mai des în Sumatra de vest, dar se găsește și în Kalimantan și Bali. Songketul țesut cu fire de aur se face mai mult în comunitățile islamice din Indonezia.

## Sculpturile în lemn
Arta sculpturii se găsește pe tot întinsul arhipelagului, fiecare provincie având stilul propriu, iar diversitatea și formele sofisticate ale sculptorilor sunt cu adevarat remarcabile. Foarte multe sculpturi au semnificații spirituale, casele din Batak sunt protejate de către (singa),un cap de leu cornut sculptat în lemn, sau bizonii în Toraja reprezintă prosperitatea, la fel și șerpii sau câinii mitologici în Dayak, Kalimantan. Sculpturile și statuile în insulelele indoneziene semnifică o expresie importantă a spiritelor. În Sumba și Nias, statuile stramoșilor fac parte integrantă în viața spirituală a regiunii. În Toraja, funerariile sunt importante și pentru sculptori, sicriele sunt sculptate cu capete de animale iar defunctului i se sculptează statuie în marime naturală. La fel și în Ngaju și Dusun ,în Kalimantan, sunt sculptați totemi uriași reprezantând stramoșii.
Cele mai interesante sculpturi mitologice din Indonezia sunt în Asmat, în sud-vestul Irian Jaya. Scuturi, bărci,sulițe, tobe și obiectele de zi cu zi sunt sculptate aici, dar cele mai distinctive sunt mbis, pari sculptati în lemn, aripa deschisă din varful acestora reprezintă puterea și fertilitatea.
Sculptura are de asemenea și o funcție decorativă. În Kalimantan se sculptează cărucioare pentru copii, iar în Timor, sunt cele mai frumoase uși sculptate. În Bali se găsesc cele mai frumoase sculpturi din Indonezia, ușile templelor și statuile, panouri sculptate, sacre în cosmologia balineză.
Cel mai important centru de sculpturi în lemn este în Jepara, oraș situat pe coasta de nord a provonciei Java Centrală. Aici industria lemnului este principala ocupație a locuitorilor. Alte centre se găsesc la Kudus unde se fabrică lambriuri sculptate , și Madura.
Cel mai folosit lemn este lemnul de tek (jati), fiind cel mai bun lemn pt sculpturi, pentru că este foarte rezistent la insecte, și nu are structura fibroasă. Lemnul de santal, care crește în Timorul de Est, este întâlnit în sculpturile balineze. La fel și mahonul este folosit la sculpturi mai ales în Jepara, iar abanosul importat din Kalimantan și Sulawesi se găsește în sculpturile din Bali.

#### Măști sculptate
Măștile sculptate sunt întâlnite în ceremoniile funerare sau în dansurile wayang topeng în Java și Bali. Introducerea acestui dans este atribuită lui Sunan Kalijaga, un sfânt islamic din secolul al XVI-lea, dar dansatorii sunt din tradiția budista și hindusă. Dansatorii redau fragmente din poemele epice indiene, Mahabharata și Ramayana, dar și povestiri și legende tradiționale. Măști se găsesc în toată insula Java, cele mai sofisticate sunt în Java de Est, iar balinezii preferă măștile mai puțin sofisticate și colorate, totuși, dragostea lor pentru culori se regăseste în măștile dansului Barong care este un dans cu influențe hinduse și budiste.

## Ceramică
Obiectele de ceramică din Indonezia sunt de obicei făcute manual și nu sunt emailate. Roata se folosește dar foarte puțin, finisarea unul vas de ceramică se face manual cu ajutorul pietrlor sau a lemnului. De exemplu un vas de ceramică, se finisează în exterior cu o bucată de lemn pentru a-i da forma și finitatea, iar interiorul se finisează cu o piatră rotundă și fină. Acest procedeu se întâlnește cel mai des în Lombok. Unele obiecte ceramice sunt pictate, dar de cele mai multe ori sunt lăsate la culoarea lor naturală.
În regiunea Singkiwang din Kalimantanul de vest, descendenții meșterilor de ceramică chinezească, fac un stil unic de obiecte untilitare din ceramică și teracotă. Ceramica balineză este puternic influențată de stilul occidental, și se folosește foarte mult emailul.
Cel mai important centru este în Kasongan, lângă Yorgyakarta, unde se fac obiecte și statuete din ceramică foarte cunoscute în arhipelag.
Mai demult, Indonezia importa obiecte de ceramică și portelan din China, mai ales pe vremea imperiului Majapahit, și are la ora actuală un imens "tezaur" de ceramică antică chinezească, datând chiar din vremea dinastiei Han.

## Pictura
Pictura este răspândită pe tot arhipelagul, indonezienii pictează lemnul și sculpturile din lemn, măștile wayang, porțelanul, ceramica, sticla, pietre și chiar și casele, schițând fragmente din viața idolilor. În Java se pictau foarte mult templele dar după apariția islamului, Bali a devenit centrul de pictură din Indonezia. Sunt câteva instituții de artă și pictură ca Centrul de Artă Taman Ismail Marzuki din Jakarta, unde s-au format cei mai mari pictori ai Indoneziei ca Djoko Pekik, care este cunoscut pentru picturile sale expresioniste despre problemele de zi cu zi în Indonezia, mai ales ale săracilor, si alți pictori ca Hardi, Nanik Mirna, Jim Supangket, Dedi Eri Supria, Gendut Riyanto, Haris Purnama, și Bonyong Munni Ardhi. Artiști contemporani ca Heri Dono, Agus Suwage, Tisna Sanjaya, și Arahmaiani au pictat fragmente din problemele sociale ale Indoneziei. Basuki Resobowo pictează scene din Indonezia contemporană de multe ori bazate pe revolte și mișcări politice. Multe din acest gen de picturi au fost interzise pe timpul regimului Suharto, iar Basuki Resobowo exilat mulți ani. Raden Saleh pictor javanez, este considerat printre primii pictori moderni ai secolului 19.

## Arhitectura
Indonezia are o tradiție îndelungată în arhitectură. Influentele indiene sunt evidente mai ales în marele templu budist Borobudur și templul hindus Prambanan, ambele în Java Centrală. Borobudur este cea mai faimoasă atracție turistică din Indonezia. Musulmanii Arabi și Chinezi au influențat arhitectura moscheelor în Java. Cel mai renumit arhitect indonezian este Soejoedi Wirjoatmodjo care a avut un rol important în arhitectura modernă.

## Prelucrarea metalelor
Epoca bronzului a venit odată cu cultura Dongson, (acuala Vietnam). La fel ca și celelalte obiecte de artizanat, și prelucrerea metalelor au influențe hinduse și budiste. Instrumentul gamelan se fabrică tot din bronz, mai ales în partea de est a Indoneziei. Cele mai frumoase vase pentru orez se fac în Minangkabau insula Sumatra, dar și în Java și Kalimantan se fac unele piese decorate tradițional cu motive hinduse și islamice. Cele mai importante obiecte de metal sunt cuțitele, pumnalele și săbiile. La fel de faimos ca și keris este și parang din Kalimantan, arme sacre folosite luptă sau vânatoare. 

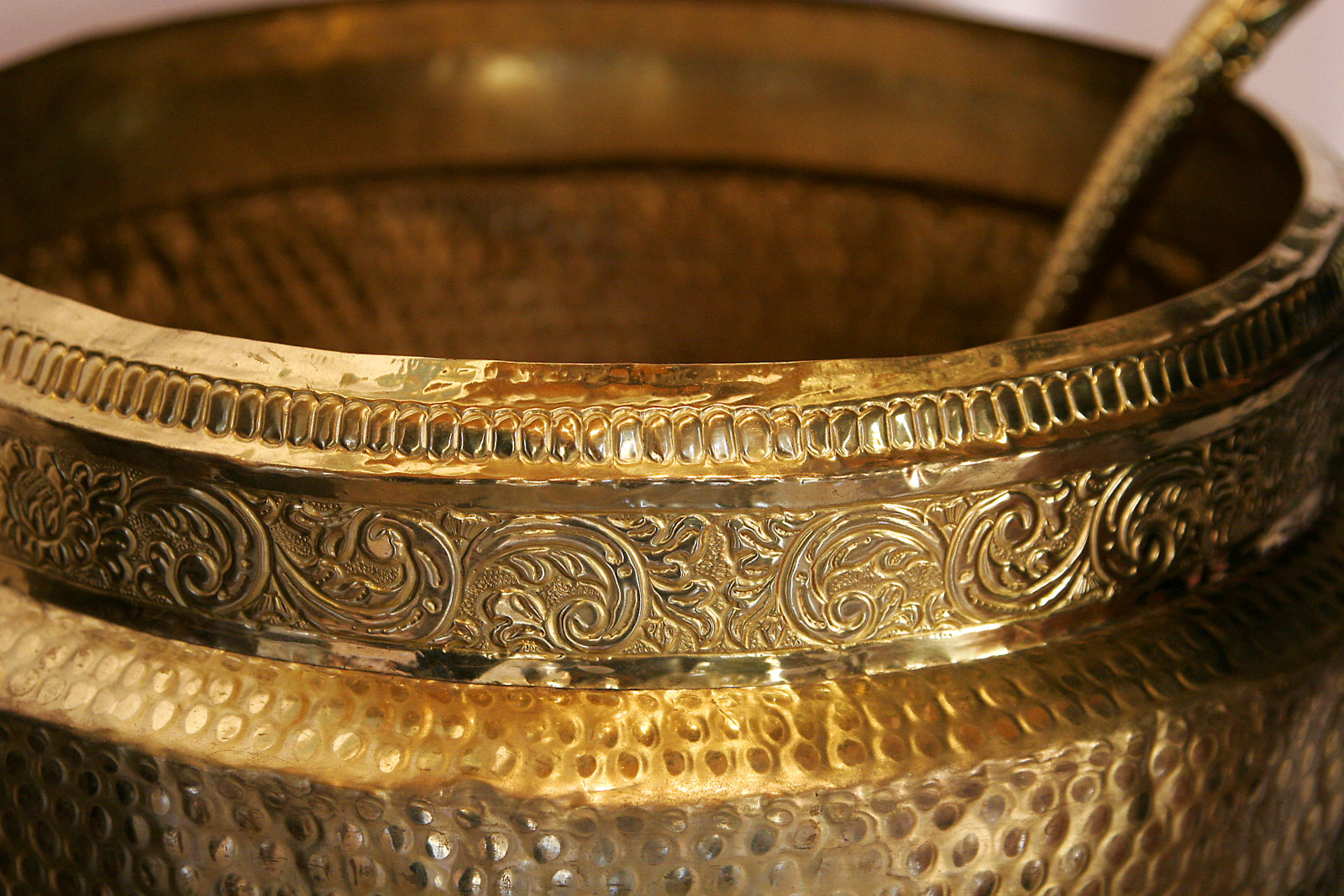
Vas din cupru
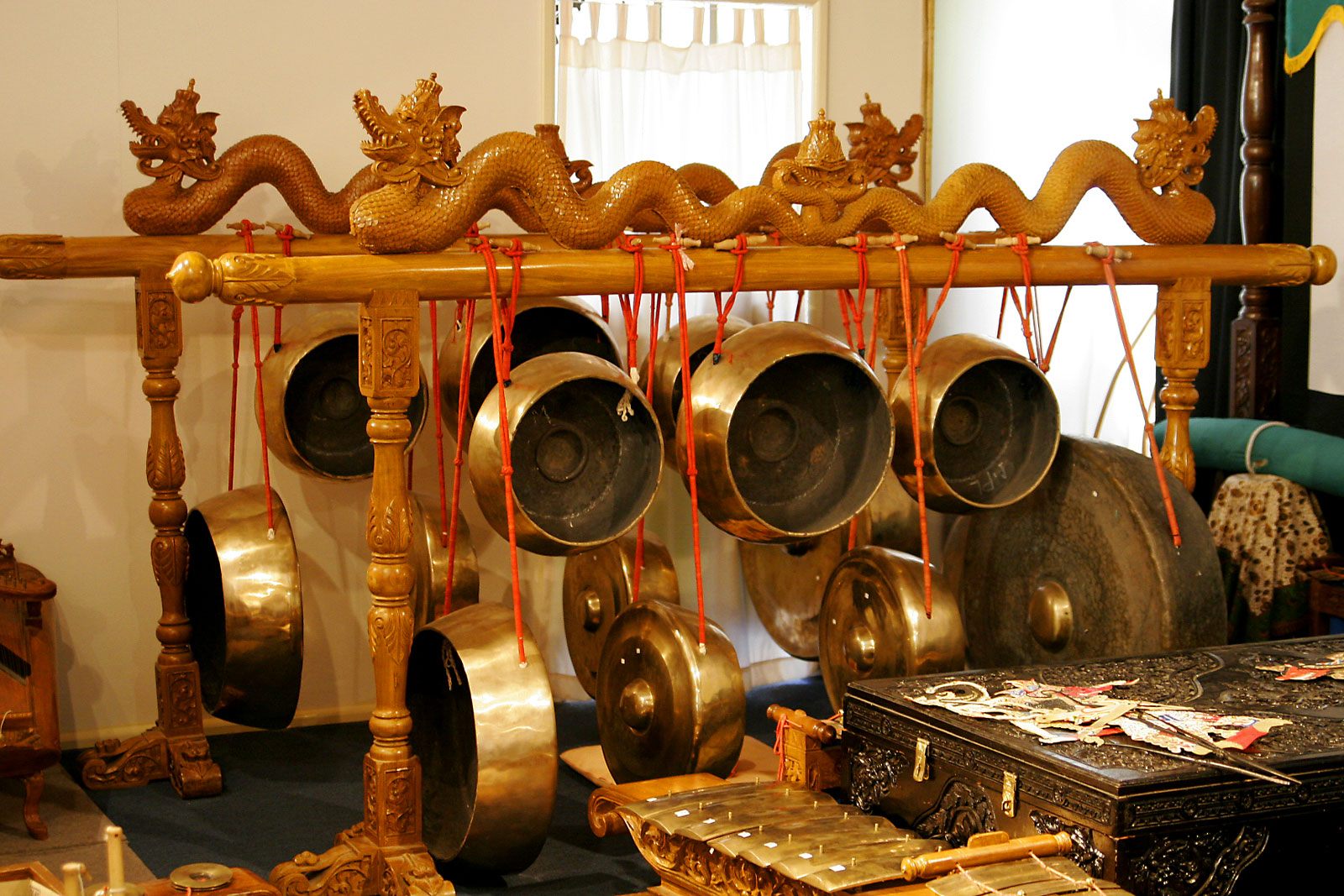
Instrumente gamelan

#### Keris
Keris - din cuvântul iris-a tăia, nu este un pumnal obișnuit. În Indonezia și în alte regiuni ale Asiei, keris este considerat o arma sacră cu puteri magice, supranaturale. Unii spun că acest pumnal datează de prin secolul întâi, adus de către cultura Dongson. Basoreliefurile de pe lama pumnalului apar prin secolul al XIV-lea în estul insulei Java, iar obiceiul de a purta acest keris la brâu la ceremonii și festivaluri ca și parte componentă a portului Javanez, datează din secolul al XV-lea. Acest pumnal încă face parte din portul tradițional bărbătesc. Un dalang poartă acest keris la brâu în timp ce joacă o piesă de teatru wayang, iar în Yorgyakarta, pumnalul face parte din uniforma străjerilor de la palat.
Înainte de apariția islamului în Indonezia, în imaginile hinduse apăreau de multe ori aceste pumnale. Legile islamice au îcercat să șteargă mitologia legată de keris , dar originea și simbolismul acestei arme stă prea adânc în misticismul javanez.
Cele mai ornate keris se găsesc în Java și Bali, dar sunt și în Kalimantan, Sulawesi și Sumatra doar că sunt mai puțin ornate și au dimensiuni puțin mai diferite.

## Bijuterii
Aurul și argintul sunt de mult timp folosite în arhipelagul indonezian. Bijuterii de aur se găsesc în toate regiunile Indoneziei dar cele mai frumoase bijuterii din aur vin din Aceh , unde se produce filigran fin , iar brățările și cerceii în regiunile Batak.
Cele mai cunoscute bijuterii de argint sunt cele din Bali și Kota Gede din Yorgyakarta. Bijuteriile din Bali sunt facute manual și cu modele tradiționale nu foarte sofisticate. Centrul producător de bijuterii este Cleek, unde se fabrică bijuterii pentru export.
În Kota Gede, oraș în provincia Yorgyakarta se află un alt centru important de bijuterii din argint foarte cunoscut pentru filigran. Modelele sunt tradiționale, dar de multe ori sunt împrumutate modele noi, occidentale. Tot aici se produc și vase și tacâmuri de argint, sculptate și filigranate.